# 虚质量
虚质量是为了解释物质超光速现象、推导出万有引力斥力可能性等而引入的物理学概念。
由狭义相对论公式{\displaystyle m={\frac {m_{0}}{\sqrt {1-({\frac {v}{c}})^{2}}}}}（其中{\displaystyle m_{0}}为物体的静质量、{\displaystyle v}为物体的速度，{\displaystyle c}为真空中的光速）可知，当{\displaystyle v>c}时，{\displaystyle {\sqrt {1-({\frac {v}{c}})^{2}}}}是纯虚数，若物体的静质量为虚数{\displaystyle ni}，且它的运动速度超过光速时，它的质量即为实数{\displaystyle {\frac {ni}{\sqrt {1-({\frac {v}{c}})^{2}}}}}。

## 静质量为纯虚数的物体的性质
- 两个静质量为纯虚数的物质的相对运动速度低于光速时，二者具有的“万有引力”为斥力，值为{\displaystyle F={\frac {GMN}{r^{2}}}={\frac {Gmi\cdot ni}{(1-{\frac {v^{2}}{c^{2}}})r^{2}}}=-{\frac {Gmn}{(1-{\frac {v^{2}}{c^{2}}})r^{2}}}}
- 两个静质量为纯虚数的物质的相对运动速度高于光速时，二者的质量为实质量，二者具有万有引力，大小为：{\displaystyle F={\frac {GMN}{r^{2}}}={\frac {Gmi\cdot ni}{(1-{\frac {v^{2}}{c^{2}}})r^{2}}}=-{\frac {Gmn}{(1-{\frac {v^{2}}{c^{2}}})r^{2}}}={\frac {Gmn}{({\frac {v^{2}}{c^{2}}}-1)r^{2}}}}。
- 静质量为虚质量的物体与静质量为实质量的物体的相对运动速度低于光在真空中的传播速度时，二者之间不存在万有引力相互作用
- 静质量为虚质量的物体与静质量为实质量的物体的相对运动速度高于光在真空中的传播速度时，二者之间存在“万有引力”的相互作用，但表现为斥力。